# Sarcophaga sumunensis
Sarcophaga sumunensis är en tvåvingeart som först beskrevs av Guilherme A.M.Lopes 1967.  Sarcophaga sumunensis ingår i släktet Sarcophaga och familjen köttflugor. Inga underarter finns listade i Catalogue of Life.